# Juvigny-les-Vallées
Juvigny-les-Vallées – gmina we Francji, w regionie Normandia, w departamencie Manche. W 2013 roku liczba ludności wynosiła 1742 mieszkańców. 
Gmina została utworzona 1 stycznia 2017 roku z połączenia siedmiu ówczesnych gmin: La Bazoge, Bellefontaine, Chasseguey, Chérencé-le-Roussel, Juvigny-le-Tertre, Le Mesnil-Rainfray oraz Le Mesnil-Tôve. Siedzibą gminy została miejscowość Juvigny-le-Tertre.